# Ben Barnes
Benjamin Thomas Barnes  (Londres, 20 de agosto de 1981), conhecido artisticamente como Ben Barnes, é um ator e músico britânico. Mais conhecido pelo seu papel como Logan na série de TV da HBO, Westworld e como Príncipe Caspian em As Crônicas de Nárnia: Príncipe Caspian. Ele já apareceu na série Filhos da Liberdade e em filmes de fantasia como Stardust - O Mistério da Estrela,  Sétimo Filho, As Crônicas de Nárnia: A Viagem do Peregrino da Alvorada e como Aleksander Morozova (Kirigan) em Sombra e Ossos.

## Biografia
Ben Barnes é o primogênito de Patricia e Thomas Barnes (respectivamente terapeuta e professor de psiquiatria). Nasceu em Londres, Inglaterra e tem um irmão mais novo chamado Jack.
Ben Barnes formou-se na King's College School, onde foi contemporâneo do ator Khalid Abdalla e do comediante Tom Basden. Aos 15 anos, estudou teatro e literatura na Kingston University em Londres e foi membro do National Youth Music Theatre, onde estreou em "The Ballad of Salomon Pavey". Atuando pela mesma companhia, Barnes também estrelou "The Ragged Child"; "Bugsy Malone" no Queen's Theatre; e "The Dreaming", de Andrew Lloyd Webber, no tradicional Royal Albert Hall.

## Carreira
Antes de se tornar ator, o primeiro encontro de Barnes com a fama veio através de uma temporada participando de uma boy band britânica, que Barnes diz se lamentar completamente, porém vídeos ainda podem ser vistos no YouTube.
Através do National Youth Music Theatre, Barnes estrelou várias peças no tradicional Royal Albert Hall, como "The Dreaming" do renomado produtor Andrew Lloyd Webber. como o charmoso e manipulador predador Dakin, na peça premiada "The History Boys", de Alan Bennett, Barnes triunfou nos palcos e recebeu ótimas críticas por seu desempenho. Outras peças britânicas incluem "Sexo, Chips & Rock n' Roll", "Loving Ophelia" e "Judi Dench & Friends".
A estréia de Barnes no cinema se deu com o filme de fantasia Stardust, do diretor Matthew Vaughn. Em seguida fez o papel de Cobbakka, um delinquente russo que promove tumultos em Londres, no longa independente Bigga Than Ben. Porém, a primeira participação de Barnes como em um filme de Hollywood foi em The Chronicles of Narnia: Prince Caspian como o príncipe empurrado ao heróismo Caspian, a longa que é baseado na série The Chronicles of Narnia do escritor C.S. Lewis e para isto, ele teve que abandonar seu papel na peças "The History Boys". Em 2009, estrelou o filme Dorian Gray, adaptação da obra do escritor irlandês Oscar Wilde, como personagem principal, ao lado de Colin Firth (Lord Henry Wotton). Em 2016, Ben participou da série "Westworld", do canal HBO, onde ele interpretou Logan, um visitante do parque.
Em novembro de 2017, B.B. interpretou o vilão Billy Russo, da série o Justiceiro, da Marvel, exibida pela Netflix.

## Filmografia
| Ano       | Filme/Série                                              | Personagem                     |
| --------- | -------------------------------------------------------- | ------------------------------ |
| 2007      | Stardust - O Mistério da Estrela                         | Dunstan jovem                  |
| 2008      | As Crônicas de Nárnia: Príncipe Caspian                  | Príncipe Caspian               |
| 2008      | Virtude Fácil                                            | John Whittaker                 |
| 2009      | O retrato de Dorian Gray                                 | Dorian Gray                    |
| 2010      | As Crônicas de Nárnia: A Viagem do Peregrino da Alvorada | Rei Caspian                    |
| 2011      | Morte a Bono                                             | Neil McCormick                 |
| 2012      | As Palavras                                              | Young Man                      |
| 2013      | O Casamento do Ano                                       | Alejandro Griffin              |
| 2014      | Jackie & Ryan                                            | Ryan                           |
| 2014      | By the Gun                                               | Nick Tortano                   |
| 2014      | Sons of Liberty                                          | Samuel Adams                   |
| 2015      | Sétimo Filho                                             | Thomas Ward                    |
| 2016      | Westworld                                                | Logan                          |
| 2017-2019 | Justiceiro                                               | Billy Russo                    |
| 2021      | Shadow and Bone                                          | General Kirigan (The Darkling) |